# Hohenwarte
Hohenwarte – miejscowość i gmina w Niemczech, w kraju związkowym Turyngia, w powiecie Saalfeld-Rudolstadt.
Niektóre zadania administracyjne gminy realizowane są przez gminę Kaulsdorf, która pełni rolę „gminy realizującej” (niem. „erfüllende Gemeinde”).